# Baierberg (Gemeinde Guttaring)
Baierberg ist eine Ortschaft in der Gemeinde Guttaring im Bezirk Sankt Veit an der Glan in Kärnten (Österreich). Die Ortschaft hat 45 Einwohner (Stand 1. Jänner 2024).

## Lage
Die Ortschaft liegt im Norden des Bezirks Sankt Veit an der Glan, im Guttaringer Bergland, im Norden der Gemeinde Guttaring, in der Katastralgemeinde Bairberg. Zur Streusiedlung gehören unter anderem die Höfe Trattenweger (Haus Nummer 8), Junkmannhube (Jungmann, Nr. 9), Ranacher (Nr. 10), Zechner (Nr. 12), Lattachhof (Nr. 13), Thoma (Nr. 15), Rettlhube (Nr. 17), Franzlhube (Nr. 19), Steinerhube (Nr. 32), Schinzelthube (Schmidtzelthube, Nr. 33), Ratteinergut (Nr. 34), Eixlhube (Nr. 37) und Eberhardthube (Nr. 38).

## Geschichte
Die kleine St. Georgskirche (St. Georg am Baiersberg), die als Filialkirche von Maria Waitschach westlich vom Hof Thoma stand, wurde im dritten Viertel des 20. Jahrhunderts als im Verfall begriffen abgerissen; der spätgotische Altar und Figuren der Kirche waren schon um 1940 in Verwahrung gebracht worden.
Auf dem Gebiet der Steuergemeinde Bairberg gelegen, gehörte die Ortschaft in der ersten Hälfte des 19. Jahrhunderts zum Steuerbezirk Althofen (Herrschaft und Landgericht). Bei Gründung der politischen Gemeinden 1850 kam die Ortschaft an die Gemeinde Waitschach. Seit der Auflösung jener Gemeinde 1865 gehört die Ortschaft zur Gemeinde Guttaring.

## Bevölkerungsentwicklung
Für die Ortschaft ermittelte folgende Einwohnerzahlen:
- 1869: 24 Häuser, 184 Einwohner[2]
- 1880: 25 Häuser, 185 Einwohner[3]
- 1890: 25 Häuser, 181 Einwohner[4]
- 1900: 23 Häuser, 143 Einwohner[5]
- 1910: 23 Häuser, 142 Einwohner[6]
- 1923: 23 Häuser, 139 Einwohner[7]
- 1934: 129 Einwohner[8]
- 1961: 19 Häuser, 87 Einwohner[9]
- 2001: 16 Gebäude (davon 9 mit Hauptwohnsitz) mit 16 Wohnungen; 51 Einwohner und 2 Nebenwohnsitzfälle; 11 Haushalte; 2 Arbeitsstätten, 9 land- und forstwirtschaftliche Betriebe[10]
- 2011: 15 Gebäude, 49 Einwohner, 9 Haushalte, 1 Arbeitsstätte[11]
- 2021: 13 Gebäude, 47 Einwohner, 8 Haushalte, 5 Arbeitsstätten[12]